# Freddie Spencer
Frederick Burdette Spencer, més conegut com a Freddie Spencer   (Shreveport, 20 de desembre de 1961), és un antic pilot de motociclisme nord-americà que fou tres vegades Campió del Món (dues de 500cc i una de 250cc) entre 1983 i 1985. Anomenat afectuosament Fast Freddie ("Freddie el ràpid"), ha estat considerat un dels pilots de motociclisme més grans de la dècada del 1980. Fou el darrer a guanyar les curses de dues categories diferents (250cc i 500cc) a la mateixa jornada d'un Gran Premi i a guanyar el campionat del món d'aquestes dues categories la mateixa temporada. També fou al seu moment el pilot més jove a guanyar una cursa de la categoria màxima (aleshores, els 500cc), un rècord que es mantingué vigent fins que Marc Márquez el superà el 2013.
Freddie Spencer fou nomenat MotoGP Legend el 2001.

## Carrera esportiva

### Primers anys
Spencer va ser un nen prodigi de les curses. Va debutar a l'edat de quatre anys competint en proves de dirt track prop de la seva ciutat natal de Shreveport. Després de guanyar el campionat AMA de velocitat de 250cc en categoria debutant el 1978, el seu primer any com a professional, el va fitxar l'equip americà d'Honda per a disputat el Campionat AMA de Superbike. El 1980 va donar a Honda la seva primera victòria en Superbikes en guanyar la ronda del Road America del campionat.
Spencer va guanyar protagonisme internacional el 1980 al Trofeu Transatlàntic, que enfrontava els millors pilots dels Estats Units contra els de la Gran Bretanya, en guanyar-ne dues curses a Brands Hatch davant dels campions del món Kenny Roberts i Barry Sheene. Aquell any, Spencer va acabar tercer al campionat AMA de Superbike i el 1980 hi fou segon darrere d'Eddie Lawson. El 1981 va dividir el seu temps entre el campionat AMA de Superbike als Estats Units i el mundial de 500cc a Europa, on ajudà a Honda a desenvolupar l'exòtic prototip de velocitat de quatre cilindres ovalats, la NR500.

### Al mundial de motociclisme

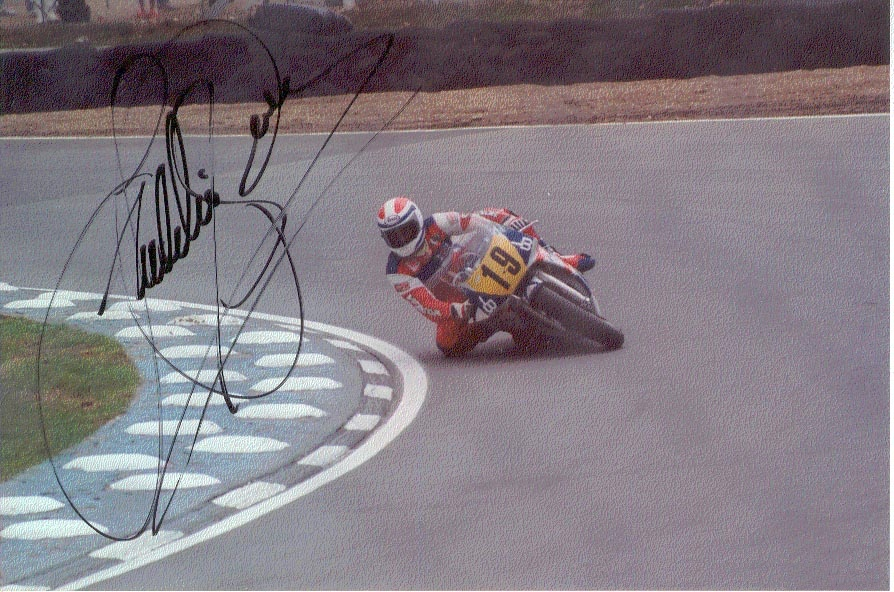
Spencer amb l'Honda a Brands Hatch cap a 1982

El 1982, Spencer es dedicà a temps complet al mundial dins l'equip d'Honda, que aleshores ja havia renunciat a la NR500 i va desenvolupar l'NS500 tricilíndrica de dos temps. El 1983, l'americà va guanyar el seu primer Campionat del Món de 500cc a només 21 anys, esdevenint el campió més jove de la història del campionat, una distinció que havia ostentat fins aleshores Mike Hailwood. El seu rècord no va ser superat fins al 2013 per Marc Márquez en guanyar la cursa de MotoGP al Gran Premi de les Amèriques a 20 anys i 63 dies.
La temporada de 1983 ha quedat al record com a una de les disputes pel títol més dramàtiques de la història del mundial; Spencer amb Honda i Kenny Roberts amb Yamaha es van anar alternant durant tot el campionat al capdavant de la classificació i cadascun d'ells va aconseguir sis victòries. La temporada va culminar a la penúltima prova, el Gran Premi de Suècia, quan tots dos van topar a l'última volta. Roberts va sortir del traçat i va permetre a Spencer d'esprintar fins a la meta i obtenir la victòria. Roberts va guanyar la darrera cursa, però Spencer va acabar segon i es va assegurar així el seu primer títol mundial per només dos punts de diferència.
El 1984, Honda va desenvolupar un motor V4 per a la NSR500 radicalment nou que duia el dipòsit de combustible sota el motor i les cambres d'expansió sota un fals dipòsit a sobre del motor. Alguns problemes amb la dentadura i lesions per accidents diversos van dificultar-li a Spencer la defensa del títol i va quedar relegat al quart lloc final del campionat. Malgrat tot, encara va aconseguir guanyar tres curses amb la NSR500 i dues més amb la NS500 tricilíndrica.
El 1985 va ser un any històric per a Spencer. Va començar guanyant la prestigiosa prova inaugural de temporada, la Daytona 200, a més de les classes de F1 i 250cc, esdevenint l'únic pilot a haver guanyat mai totes tres categories en un sol any. Spencer també va competir al campionat del món en les cilindrades de 250cc i 500cc i en va guanyar ambdós títols el mateix any. Aquest èxit el va convertir en el cinquè (i darrer) pilot a guanyar en 500cc i en la classe immediatament inferior i, a causa dels canvis en les classes, l'únic a haver guanyat tant en 500cc com en 250cc en un mateix any. Malauradament, la seva carrera es va veure estroncada a causa d'una lesió al canell que, a parer d'alguns observadors, podria haver estat causada per la tensió física acumulada en seguir dos campionats durant una sola temporada.

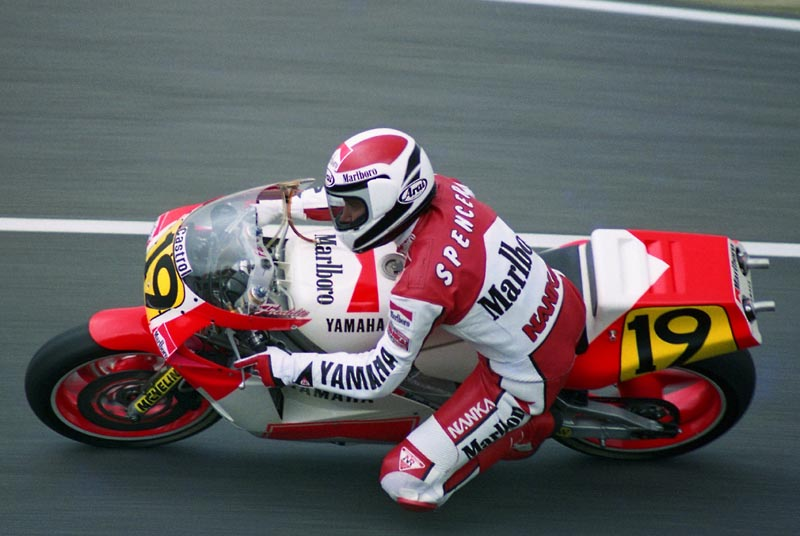
Spencer amb la Yamaha al de 1989, al final de la seva carrera

Després de la seva històrica temporada de 1985, Spencer va no tornar a guanyar cap altre Gran Premi. A començaments de 1988 es va retirar de la competició internacional, tot i que va fer un parell d'intents de tornada el 1989 i el 1993.

## Carrera posterior
Un cop retirat dels Grans Premis, Spencer va tornar a competir al campionat AMA de Superbike durant la dècada del 1990 i en va guanyar tres curses. Va acabar-hi vuitè el 1991 amb una Honda de l'equip Two Brothers Racing i encara va millorar el 1992. El 1995 va córrer amb una Ducati de Fast By Ferracci i va acabar novè. A finals d'any es va fer càrrec de la Ducati del pilot de fàbrica Mauro Lucchiari, amb la qual l'italià havia disputat el campionat del món de Superbike.
Durant anys, fins a l'octubre de 2008, Spencer va dirigir una escola de pilotatge de motocicletes, la Freddie Spencer's High Performance Riding School. Amb seu principalment a Las Vegas, Nevada, l'escola comptava amb Nick Ienatsch i Ken Hill com a instructor en cap i instructor principal, respectivament. Després de tancar-la, Ienatsch va fundar una escola successora, la Yamaha Champions Riding School.
Spencer viu actualment a Londres, Anglaterra, i fa de comentarista de televisió en diversos campionats de curses. De cara al 2019, va ser nomenat president del panell de comissaris (Stewards Panel) de MotoGP de la FIM.

## Equips i marques
Spencer va córrer amb diverses marques de motocicleta durant la seva carrera. Tot i que va guanyar la seva primera cursa del Campionat AMA de Superbike amb una Kawasaki, sempre ha estat estretament relacionat amb Honda i especialment amb el famós preparador de motocicletes de Gran Premi, Erv Kanemoto (va guanyar els seus tres títols mundials amb Honda i Kanemoto de mecànic principal). A banda, va tenir una curta estada a l'equip Agostini Yamaha i va acabar la seva carrera amb una Ducati al campionat dels Estats Units.

Motocicletes de Gran Premi de Freddie Spencer
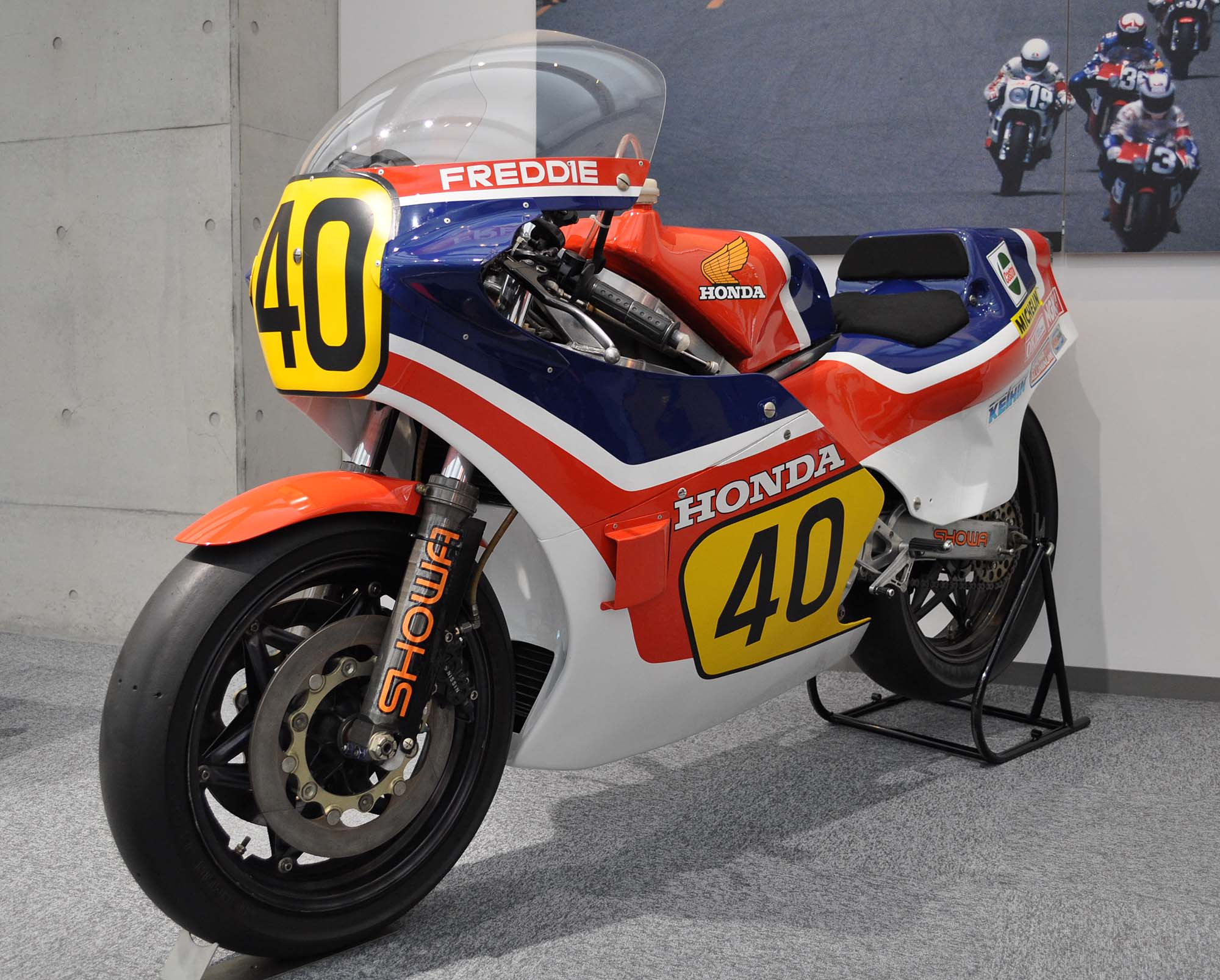
Honda NS500 (1982)
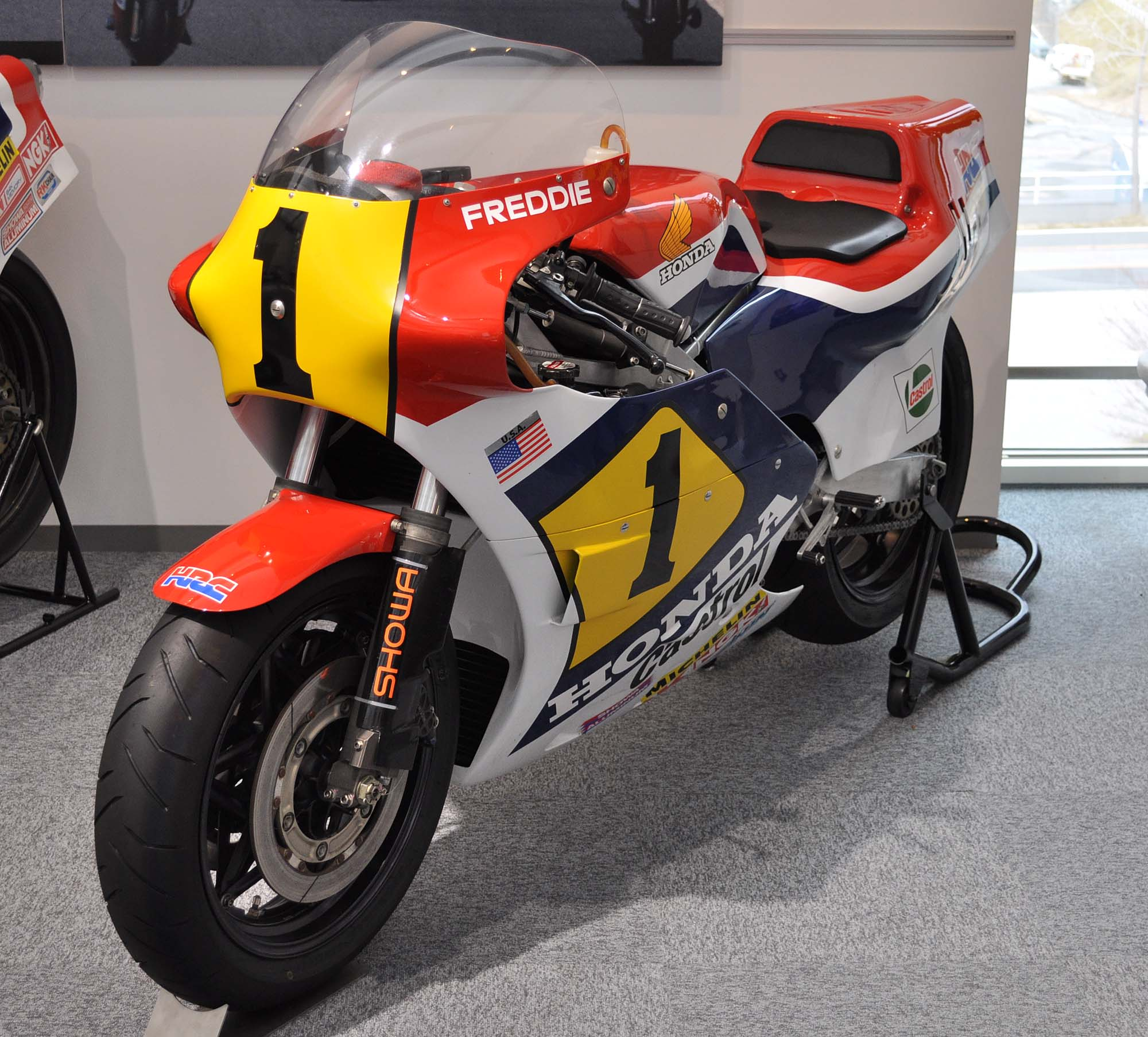
Honda NS500 (1984)
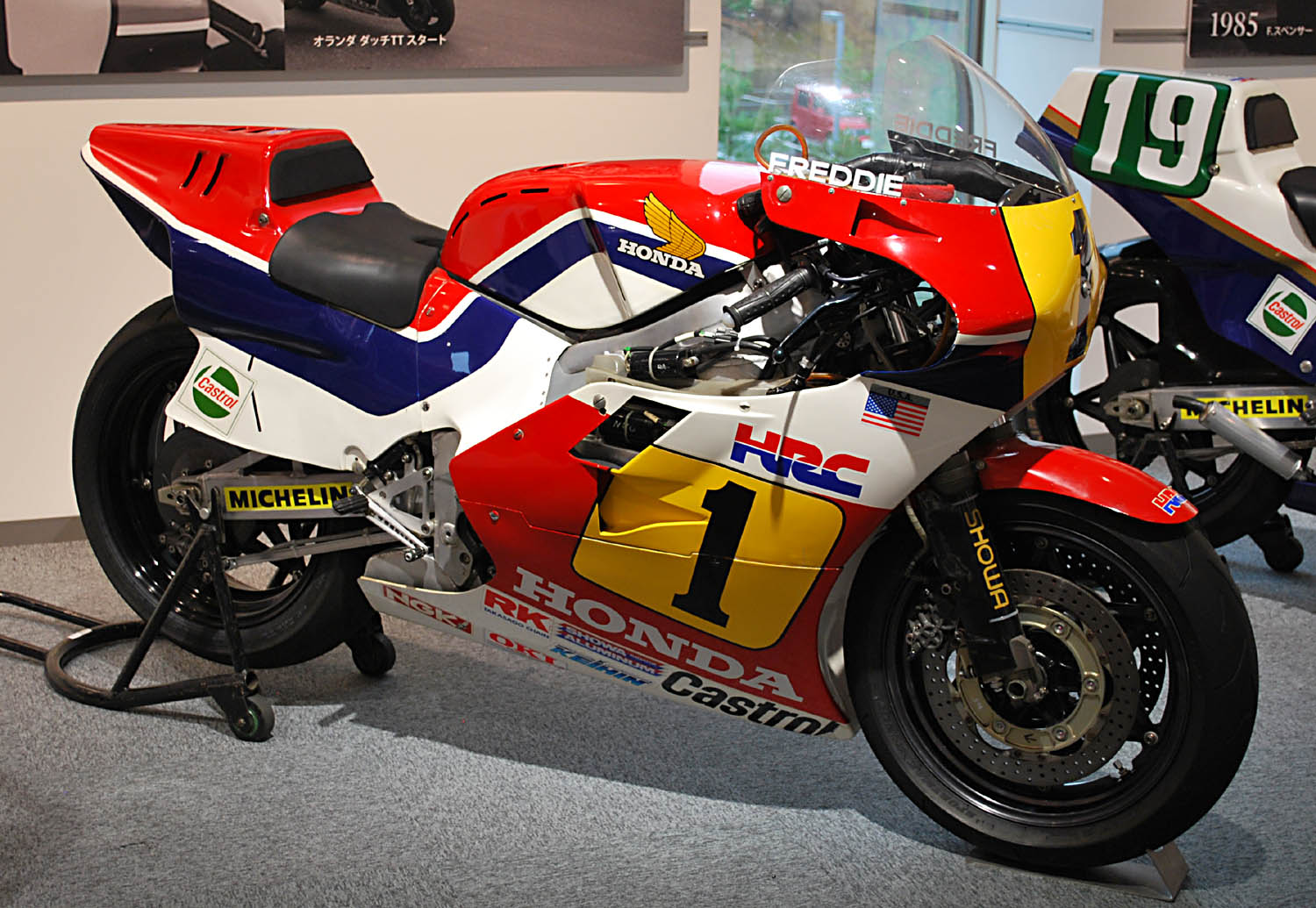
Honda NSR500 (1984)
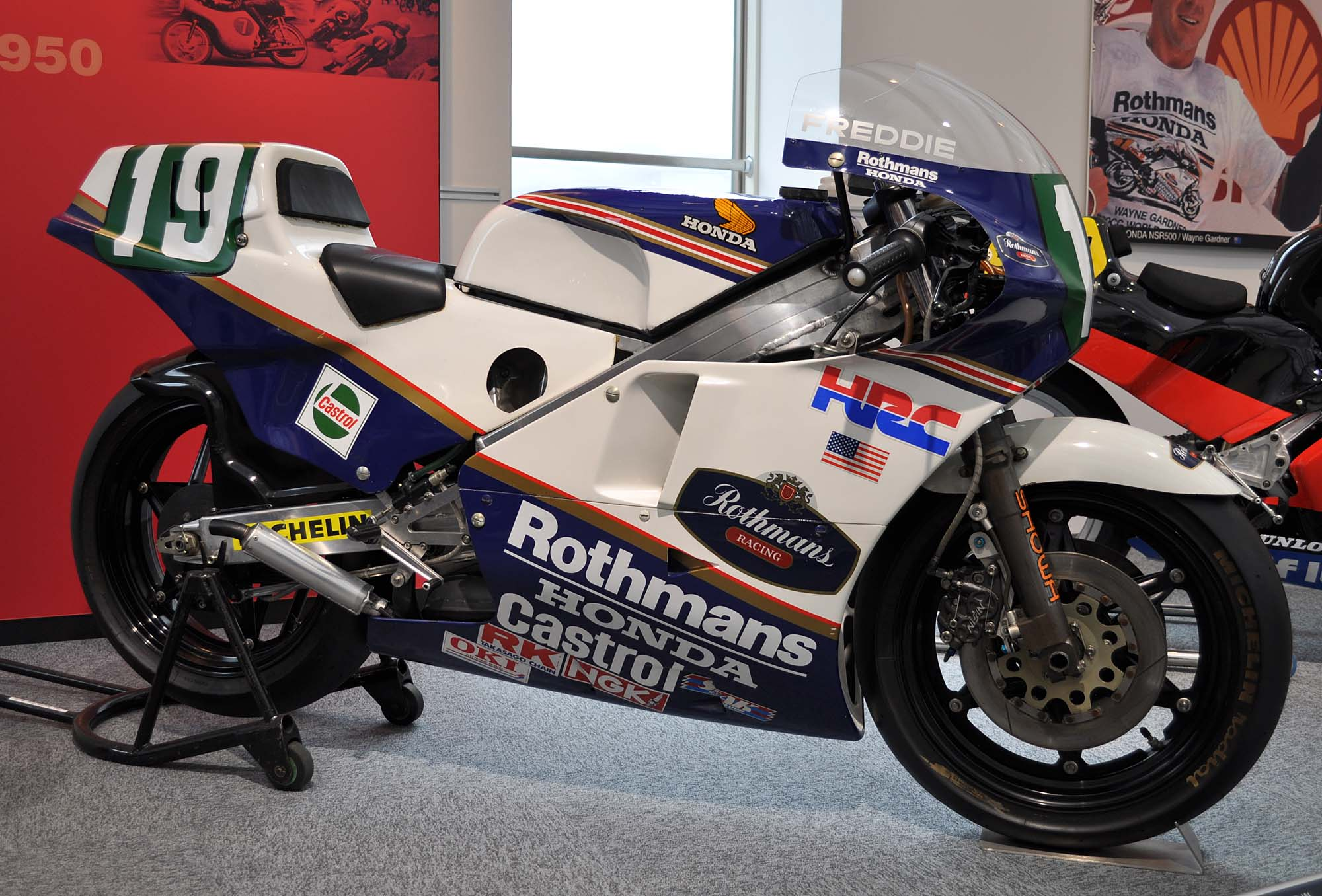
Honda RS250R-W (1985)
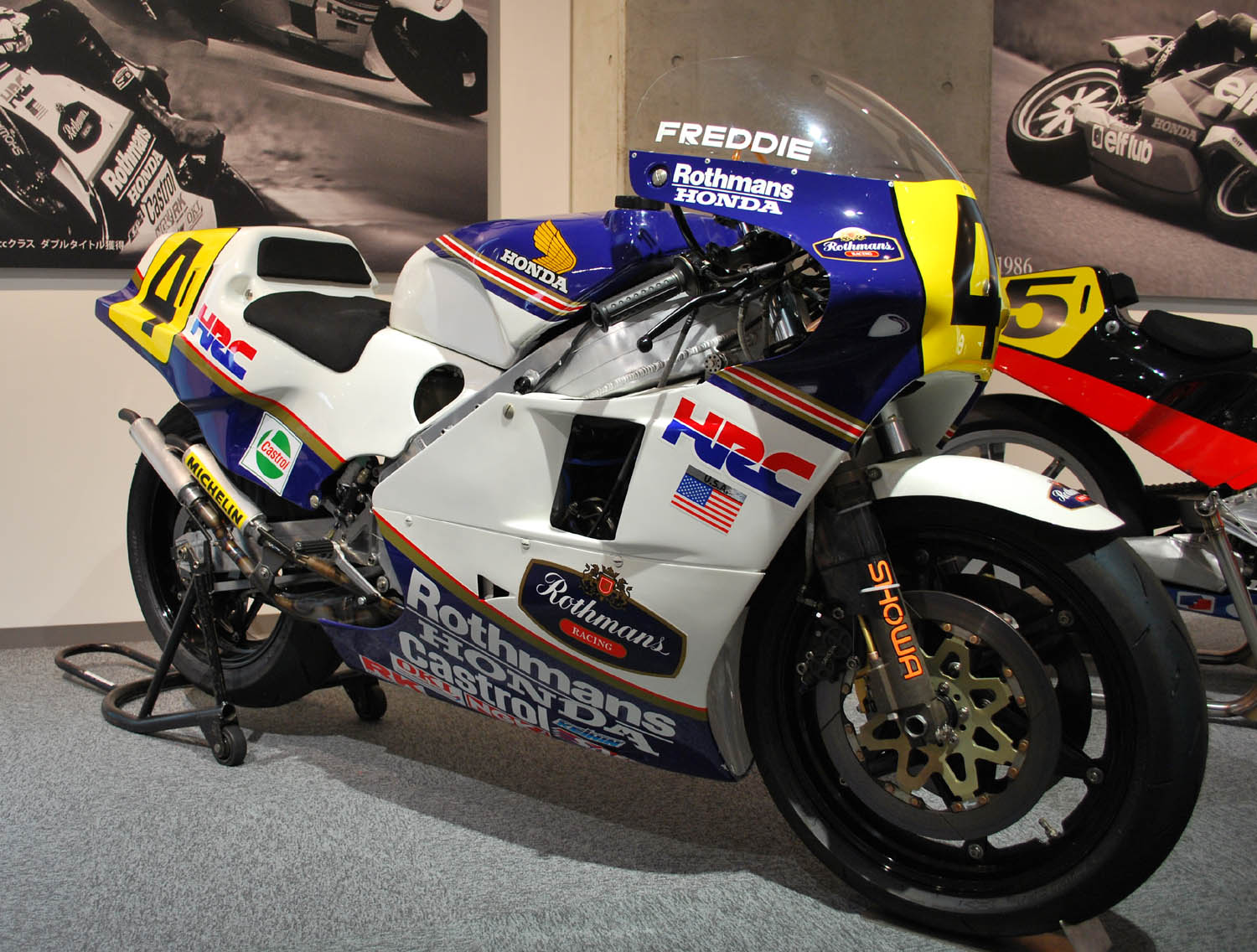
Honda NSR500 (1985)

## Distincions

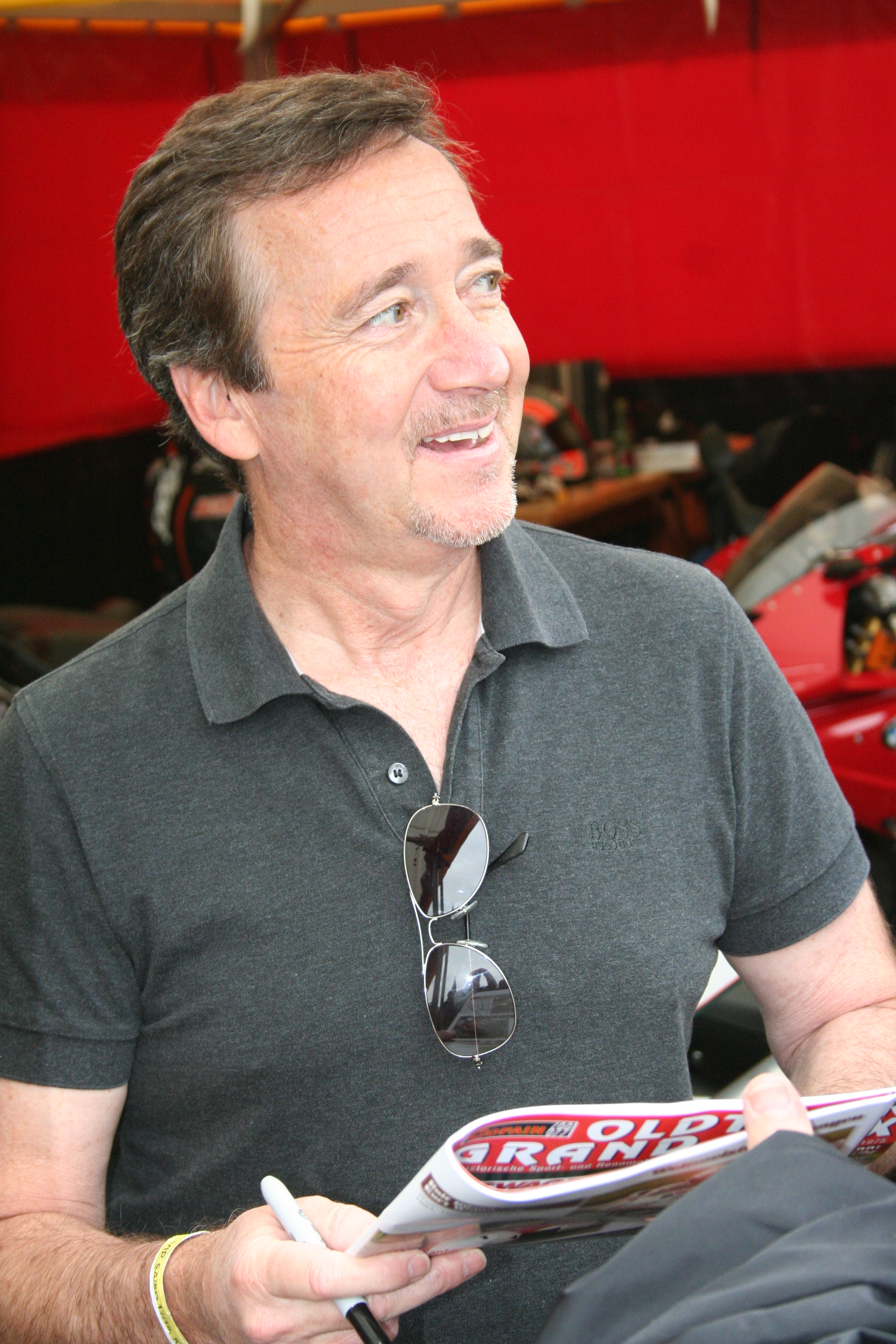
Freddie Spencer el 2016

- "Freddie Spencer Day", declarat el 1984 per l'alcalde de Shreveport John Brennan Hussey després que Spencer guanyés el seu primer campionat del món de 500cc l'any anterior. El xèrif de la parròquia de Caddo (la capital de la qual és Shreveport), Don Hathaway, va nomenar Spencer honorary deputy ("ajudant honorari") per a l'ocasió.[16]
- Incorporat al Saló de la Fama de la Motocicleta de l'AMA el 1999.[2]
- Incorporat al Saló de la Fama dels esports de motor d'Amèrica el 2001.[17]
- La FIM el va nomenar MotoGP Legend el 2001.[18]
- Incorporat al Saló de la Fama de l'Esport de Louisiana el 2009.[19]

## Resultats al Mundial de motociclisme

### Curses per any
Barem de puntuació de 1969 a 1987:
| Posició | 1  | 2  | 3  | 4 | 5 | 6 | 7 | 8 | 9 | 10 |
| Punts   | 15 | 12 | 10 | 8 | 6 | 5 | 4 | 3 | 2 | 1  |

Barem de puntuació de 1988 a 1991:
| Posició | 1  | 2  | 3  | 4  | 5  | 6  | 7 | 8 | 9 | 10 | 11 | 12 | 13 | 14 | 15 |
| Punts   | 20 | 17 | 15 | 13 | 11 | 10 | 9 | 8 | 7 | 6  | 5  | 4  | 3  | 2  | 1  |

Barem de puntuació de 1993 ençà:
| Posició | 1  | 2  | 3  | 4  | 5  | 6  | 7 | 8 | 9 | 10 | 11 | 12 | 13 | 14 | 15 |
| Punts   | 25 | 20 | 16 | 13 | 11 | 10 | 9 | 8 | 7 | 6  | 5  | 4  | 3  | 2  | 1  |

(Ids. Grans Premis | Llegenda) (Curses en negreta indiquen pole; curses en  itàlica indiquen volta ràpida)
| Any  | Categoria | Equip                    | Moto   | 1       | 2       | 3       | 4       | 5       | 6       | 7       | 8       | 9       | 10      | 11      | 12      | 13    | 14    | 15    | Punts | Posició | Victòries |
| ---- | --------- | ------------------------ | ------ | ------- | ------- | ------- | ------- | ------- | ------- | ------- | ------- | ------- | ------- | ------- | ------- | ----- | ----- | ----- | ----- | ------- | --------- |
| 1980 | 500cc     | Spencer Yamaha           | YZR500 | NAT -   | ESP -   | FRA -   | DTT -   | BEL Ret | FIN -   | GBR -   | GER -   |         |         |         |         |       |       |       | 0     | -       | 0         |
| 1981 | 500cc     | Honda-HRC                | NR500  | AUT -   | GER -   | NAT -   | FRA -   | YUG -   | DTT -   | BEL -   | SM -    | GBR Ret | FIN -   | SWE -   |         |       |       |       | 0     | -       | 0         |
| 1982 | 500cc     | Honda-HRC                | NS500  | ARG 3   | AUT Ret | FRA -   | ESP Ret | NAT 2   | DTT Ret | BEL 1   | YUG 4   | GBR 2   | SWE Ret | SM 1    | GER Ret |       |       |       | 73    | 3r      | 2         |
| 1983 | 500cc     | Honda-HRC                | NS500  | RSA 1   | FRA 1   | NAT 1   | GER 4   | ESP 1   | AUT Ret | YUG 1   | DTT 3   | BEL 2   | GBR 2   | SWE 1   | SM 2    |       |       |       | 144   | 1r      | 6         |
| 1984 | 500cc     | Honda-HRC                | NSR500 | RSA NVC | NAT 1   | ESP -   | AUT 2   |         | FRA 1   | YUG 1   | DTT Ret |         |         |         |         |       |       |       | 87    | 4t      | 5         |
| 1984 | 500cc     | Honda-HRC                | NS500  |         |         |         |         | GER 1   |         |         |         | BEL 1   | GBR -   | SWE -   | SM -    |       |       |       | 87    | 4t      | 5         |
| 1985 | 250cc     | Rothmans Honda-HRC       | NSR250 | RSA 1   | ESP 9   | GER 2   | NAT 1   | AUT 1   | YUG 1   | DTT 1   | BEL 1   | FRA 1   | GBR 4   | SWE -   | SM -    |       |       |       | 127   | 1r      | 7         |
| 1985 | 500cc     | Rothmans Honda-HRC       | NSR500 | RSA 2   | ESP 1   | GER 2   | NAT 1   | AUT 1   | YUG 2   | DTT Ret | BEL 1   | FRA 1   | GBR 1   | SWE 1   | SM -    |       |       |       | 141   | 1r      | 7         |
| 1986 | 500cc     | Rothmans Honda-HRC       | NSR500 | ESP Ret | NAT -   | GER -   | AUT Ret | YUG -   | DTT -   | BEL -   | FRA -   | GBR -   | SWE -   | SM -    |         |       |       |       | 0     | -       | 0         |
| 1987 | 500cc     | Rothmans Honda-HRC       | NSR500 | JPN -   | ESP -   | GER -   | NAT -   | AUT -   | YUG -   | DTT -   | FRA -   | GBR Ret | SWE 7   | CSR 11  | SM Ret  | POR - | BRA - | ARG - | 4     | 20è     | 0         |
| 1989 | 500cc     | Marlboro Agostini Yamaha | YZR500 | JPN 14  | AUS Ret | USA Ret | ESP 5   | NAT NVC | GER 9   | AUT 9   | YUG 27  | DTT 13  | BEL 9   | FRA Ret | GBR -   | SWE - | CSR - | BRA - | 33.5  | 16è     | 0         |
| 1993 | 500cc     | Yamaha França            | YZR500 | AUS Ret | MAL -   | JPN -   | ESP -   | AUT -   | GER -   | DTT -   | EUR -   | SM -    | GBR -   | CZE Ret | ITA 14  | USA - | FIM - |       | 2     | 37è     | 0         |

### Victòries en Grans Premis
| Núm. | Any  | Data          | Gran Premi            | Classe | Circuit                      | Localitat                  |
| ---- | ---- | ------------- | --------------------- | ------ | ---------------------------- | -------------------------- |
| 1    | 1982 | 4 de juliol   | GP de Bèlgica         | 500cc  | Circuit de Spa-Francorchamps | Spa                        |
| 2    | 1982 | 5 de setembre | GP de San Marino      | 500cc  | Circuit de Mugello           | Mugello                    |
| 3    | 1983 | 19 de març    | GP de Sud-àfrica      | 500cc  | Circuit de Kyalami           | Johannesburg               |
| 4    | 1983 | 3 d'abril     | GP de França          | 500cc  | Circuit Bugatti              | Le Mans                    |
| 5    | 1983 | 24 d'abril    | GP de les Nacions     | 500cc  | Circuit de Monza             | Monza                      |
| 6    | 1983 | 22 de maig    | GP d'Espanya          | 500cc  | Circuit del Jarama           | San Sebastián de los Reyes |
| 7    | 1983 | 12 de juny    | GP de Iugoslàvia      | 500cc  | Automotodrom Grobnik         | Rijeka                     |
| 8    | 1983 | 6 d'agost     | GP de Suècia          | 500cc  | Circuit d'Anderstorp         | Anderstorp                 |
| 9    | 1984 | 15 d'abril    | GP de les Nacions     | 500cc  | Santamonica                  | Misano Adriatico           |
| 10   | 1984 | 27 de maig    | GP d'Alemanya         | 500cc  | Nürburgring                  | Nürburg                    |
| 11   | 1984 | 10 de juny    | GP de França          | 500cc  | Circuit Paul Ricard          | Le Castellet               |
| 12   | 1984 | 14 de juny    | GP de Iugoslàvia      | 500cc  | Automotodrom Grobnik         | Rijeka                     |
| 13   | 1984 | 8 de juliol   | GP de Bèlgica         | 500cc  | Circuit de Spa-Francorchamps | Spa                        |
| 14   | 1985 | 23 de març    | GP de Sud-àfrica      | 250cc  | Circuit de Kyalami           | Johannesburg               |
| 15   | 1985 | 5 de maig     | GP d'Espanya          | 500cc  | Circuit del Jarama           | San Sebastián de los Reyes |
| 16   | 1985 | 26 de maig    | GP de les Nacions     | 250cc  | Circuit de Mugello           | Mugello                    |
| 17   | 1985 | 26 de maig    | GP de les Nacions     | 500cc  | Circuit de Mugello           | Mugello                    |
| 18   | 1985 | 2 de juny     | GP d'Àustria          | 250cc  | Salzburgring                 | Salzburg                   |
| 19   | 1985 | 2 de juny     | GP d'Àustria          | 500cc  | Salzburgring                 | Salzburg                   |
| 20   | 1985 | 16 de juny    | GP de Iugoslàvia      | 250cc  | Automotodrom Grobnik         | Rijeka                     |
| 21   | 1985 | 29 de juny    | GP dels Països Baixos | 250cc  | Circuit d'Assen              | Assen                      |
| 22   | 1985 | 7 de juliol   | GP de Bèlgica         | 250cc  | Circuit de Spa-Francorchamps | Spa                        |
| 23   | 1985 | 7 de juliol   | GP de Bèlgica         | 500cc  | Circuit de Spa-Francorchamps | Spa                        |
| 24   | 1985 | 21 de juliol  | GP de França          | 250cc  | Circuit Bugatti              | Le Mans                    |
| 25   | 1985 | 21 de juliol  | GP de França          | 500cc  | Circuit Bugatti              | Le Mans                    |
| 26   | 1985 | 4 d'agost     | GP de Gran Bretanya   | 500cc  | Circuit de Silverstone       | Silverstone                |
| 27   | 1985 | 11 d'agost    | GP de Suècia          | 500cc  | Circuit d'Anderstorp         | Anderstorp                 |